# Аллен, Люциус
Люциус Оливер Аллен младший (англ. Lucius Oliver Allen, Jr.; род. 26 сентября 1947, Канзас-Сити, Канзас) — американский баскетболист, игравший на позициях разыгрывающего защитника. Он один из немногих избранных игроков, выигравших хотя бы один школьный чемпионат штата, студенческий национальный чемпионат и чемпионат НБА.

## Ранние годы
Аллен родился и вырос в Канзас-Сити (штат Канзас), и играл в баскетбол в средней школе Уайандот. В это время командой руководил главный тренер Уолтера Шублома и школа смогла стать чемпионом штата в 1964 и 1965 годах.

## Карьера в колледже
На первом году обучения Аллен набрал самые первые очки, когда-либо набранные в истории Поли-павильона, во время ежегодной игры первокурсников против университетской команды. В той игре первокурсники победили со счетом 75:60. Во время своего первого сезона команда первокурсников Калифорнийского университета завершила сезон непобежденной, а Аллен набирал в среднем 22,4 очка за игру. Его соседом по комнате был Карим Абдул-Джаббар, который тогда был известен как Льюис Алсиндор. На втором курсе Аллен играл за университетскую команду и набирал в среднем 15,5 очков за игру, помогая «Брюинз» провести непобедимый сезон со счетом 30–0 и выиграть национальный чемпионат в 1967 году. Аллен был включен в состав сборной команд чемпионата NCAA. На следующем курсе он набирал в среднем 15,1 очка за игру и помог «Брюинз» выиграть второй подряд чемпионат NCAA, играя вместе с Абдул-Джаббаром. Он был включен в состав Всетурнирной команды NCAA и был выбран во вторую всеамериканскую команду.

## Карьера в НБА
После первого года обучения Аллен принял участие в драфте НБА 1969 года и был выбран под третьим номером командой «Сиэтл Суперсоникс». Будучи членом команды «Милуоки Бакс» в 1971 году, в которой также выступал Алсиндор, Аллен заработал чемпионский перстень НБА. Они оба вернулись в финал НБА в 1974 году, но проиграли там «Бостон Селтикс» в 7 играх. Это был последний сезон Аллена в «Милуоки». Он также играл с Алсиндором, теперь известного как Карим Абдул-Джаббар, в течение двух сезонов (1975–197777) в Лос-Анджелесе. В следующем сезоне Аллена обменяли в «Канзас-Сити Кингз», в котормвыиграл дивизион в 1979 году, и после этого сезона он ушел из баскетбола.
Его самый высокий средний результат составил 19,1 очка за игру в сезоне 1974/1975.

## После баскетбола
После завершения своей баскетбольной карьеры, которая включала в себя игры в чемпионате штата среди средних школ, национальном чемпионате колледжа и НБА, Аллен сосредоточил свое внимание на тренерской работе с начинающими игроками в районе Лос-Анджелеса.

## Награды
В 1999 году газета Topeka Capital-Journal назвала Люциуса Оливера Аллена-младшего из средней школы Виандотт величайшим баскетболистом средних школ Канзаса 20-го века. New Arena назвала Аллена лучшим баскетболистом всех времен из штата Канзас. Аллен был введен в Зал славы Калифорнийского университета в Лос-Анджелесе в 2000 году. 16 марта 2013 года он был введен в Зал почета мужского баскетбола конференции Pac-12.

## Статистика

### Статистика в НБА
| Сезон                                                                                    | Команда     | Регулярный сезон | Регулярный сезон | Регулярный сезон | Регулярный сезон | Регулярный сезон | Регулярный сезон | Регулярный сезон | Регулярный сезон | Регулярный сезон | Регулярный сезон | Регулярный сезон | Серия плей-офф | Серия плей-офф | Серия плей-офф | Серия плей-офф | Серия плей-офф | Серия плей-офф | Серия плей-офф | Серия плей-офф | Серия плей-офф | Серия плей-офф | Серия плей-офф |
| Сезон                                                                                    | Команда     | GP               | GS               | MPG              | FG%              | 3P%              | FT%              | RPG              | APG              | SPG              | BPG              | PPG              | GP             | GS             | MPG            | FG%            | 3P%            | FT%            | RPG            | APG            | SPG            | BPG            | PPG            |
| ---------------------------------------------------------------------------------------- | ----------- | ---------------- | ---------------- | ---------------- | ---------------- | ---------------- | ---------------- | ---------------- | ---------------- | ---------------- | ---------------- | ---------------- | -------------- | -------------- | -------------- | -------------- | -------------- | -------------- | -------------- | -------------- | -------------- | -------------- | -------------- |
| 1969/70                                                                                  | Сиэтл       | 81               |                  | 22,4             | 44,2             |                  | 73,1             | 2,6              | 4,2              |                  |                  | 9,8              | Не участвовал  | Не участвовал  | Не участвовал  | Не участвовал  | Не участвовал  | Не участвовал  | Не участвовал  | Не участвовал  | Не участвовал  | Не участвовал  | Не участвовал  |
| 1970/71                                                                                  | Милуоки     | 61               |                  | 19,0             | 44,7             |                  | 70,0             | 2,5              | 2,6              |                  |                  | 7,1              | 14             |                | 22,3           | 50,6           |                | 71,4           | 2,9            | 3,7            |                |                | 7,3            |
| 1971/72                                                                                  | Милуоки     | 80               |                  | 29,0             | 50,5             |                  | 76,4             | 3,2              | 4,2              |                  |                  | 13,5             | 11             |                | 35,1           | 47,0           |                | 75,9           | 3,5            | 3,8            |                |                | 17,9           |
| 1972/73                                                                                  | Милуоки     | 80               |                  | 33,7             | 48,4             |                  | 71,5             | 3,5              | 5,3              |                  |                  | 15,5             | 6              |                | 33,8           | 40,4           |                | 78,6           | 2,7            | 3,5            |                |                | 15,7           |
| 1973/74                                                                                  | Милуоки     | 72               |                  | 33,2             | 49,5             |                  | 78,8             | 4,0              | 5,2              | 1,9              | 0,3              | 17,6             | Не участвовал  | Не участвовал  | Не участвовал  | Не участвовал  | Не участвовал  | Не участвовал  | Не участвовал  | Не участвовал  | Не участвовал  | Не участвовал  | Не участвовал  |
| 1974/75                                                                                  | Милуоки     | 10               |                  | 34,2             | 41,5             |                  | 83,8             | 3,1              | 5,3              | 1,4              | 0,1              | 16,7             | Не участвовал  | Не участвовал  | Не участвовал  | Не участвовал  | Не участвовал  | Не участвовал  | Не участвовал  | Не участвовал  | Не участвовал  | Не участвовал  | Не участвовал  |
| 1974/75                                                                                  | Лейкерс     | 56               |                  | 35,9             | 44,0             |                  | 77,0             | 4,4              | 5,7              | 2,2              | 0,5              | 19,5             | Не участвовал  | Не участвовал  | Не участвовал  | Не участвовал  | Не участвовал  | Не участвовал  | Не участвовал  | Не участвовал  | Не участвовал  | Не участвовал  | Не участвовал  |
| 1975/76                                                                                  | Лейкерс     | 76               |                  | 31,4             | 45,9             |                  | 77,6             | 2,8              | 4,7              | 1,3              | 0,3              | 14,7             | Не участвовал  | Не участвовал  | Не участвовал  | Не участвовал  | Не участвовал  | Не участвовал  | Не участвовал  | Не участвовал  | Не участвовал  | Не участвовал  | Не участвовал  |
| 1976/77                                                                                  | Лейкерс     | 78               |                  | 31,8             | 45,6             |                  | 77,4             | 3,2              | 5,2              | 1,5              | 0,2              | 14,6             | 7              |                | 26,6           | 39,0           |                | 68,4           | 4,6            | 3,4            | 1,6            | 0,4            | 11,0           |
| 1977/78                                                                                  | Канзас-Сити | 77               |                  | 27,9             | 44,1             |                  | 79,1             | 3,0              | 4,7              | 1,2              | 0,4              | 11,9             | Не участвовал  | Не участвовал  | Не участвовал  | Не участвовал  | Не участвовал  | Не участвовал  | Не участвовал  | Не участвовал  | Не участвовал  | Не участвовал  | Не участвовал  |
| 1978/79                                                                                  | Канзас-Сити | 31               |                  | 13,3             | 39,7             |                  | 57,6             | 1,5              | 1,4              | 0,7              | 0,2              | 5,1              | 5              |                | 14,6           | 46,9           |                | 100,0          | 1,4            | 0,6            | 0,4            | 0,2            | 7,2            |
|                                                                                          | Всего       | 702              |                  | 28,7             | 46,3             |                  | 76,0             | 3,1              | 4,5              | 1,5              | 0,3              | 13,4             | 43             |                | 27,0           | 44,9           |                | 75,6           | 3,1            | 3,3            | 1,1            | 0,3            | 11,8           |
| Наведите курсор мыши на аббревиатуры в заголовке таблицы, чтобы прочесть их расшифровку. |             |                  |                  |                  |                  |                  |                  |                  |                  |                  |                  |                  |                |                |                |                |                |                |                |                |                |                |                |